# Kašmirska dolina
Kašmirska dolina je dolina obkrožena z visokimi gorami v delu Kašmirja kot regije pod indijsko upravo. Dolina je na jugozahodu omejena s pogorjem  Pir Pandžal, na severovzhodu pa z glavnim pogorjem Himalaje. Dolina je dolga okoli 135 km in široka 32 km. Odvodnjuje jo reka Dželum. Kašmirska dolina meji na jugu na administrativno pokrajino Džamu, na vzhodu pa na Ladak, t.i. Linija kontrole s sosednjim Pakistanom pa predstavlja mejo na severu in zahodu.
Po trditvah v Vedah je bila nekoč Kašmirska doline veliko jezero, imenovano Satisaras Sati ali Parvati po boginji plodnosti in spremljevalki Šive. Jezero je izsušil voditelj Nage imenovan Ananta, (okraj Anantnag se imenuje po njem) in je postal Kaš-mira po očetu Riši-Kašjapi. Mogulski vladar Džahangir  je Kašmir imenoval "raj na zemlji".

## Zgodovina
Regija Kašmirja je postala v prvi polovici prvega tisočletja pomemben center Hinduizem in nato nekaj kasneje tudi Budizem; končno pa se je v 9. stoletju prevladal  Kašmirski Šaivizem. Leta 1339 je postal  Šah Mir prvi muslimanski vladar Kašmirja, ki je začetnik Salatin-i-Kašmir ali Svati dinastije. Nato so muslimanski monarhi vladali Kašmirju naslednjih pet stoletij, vključno z Moguli, ki so vladali od leta 1526 do 1750, afganistanskim Durani cesarstvom, ki je Kašmirju vladala med leti 1751 in 1819. Tega leta so si  Sikhi, pod vodstvom  Randžit Singha, priključili Kašmir. Po porazu Sikhov v  Prva Anglo-Sikhovska vojna leta 1846  in nakupu regije s strani radže Džamuja Gulab Singha, po Amritsarski pogodbi od Britancev je Gulab Singh postal vladar nove države (kneževine) Džamu in Kašmir. Vladavina njegovih naslednikov pod tutorstvom britanske krone je trajala vse do leta 1947. Tega leta je maharadža ob soočanju z uporom v zahodnih okrajih države in ob invaziji  Paštunskih plemen ogrožen od  Pakistanskega Dominiona, je maharadža kneževine podpisal Instrument o pristopu, in priključitvi k Dominionu Indije. Posledično je prenesel oblast na ljudsko vlado, ki jo je vodil Šejk Abdulah.

## Prebivalstvo
Glavne etnične skupine ali narodnostne skupnosti v Kašmirski dolini so Kašmirci, ki govorijo kašmirski jezik. Manjše etno-jezikovne skupine so še Gudždžarji in Bakarvali, ki v glavnem živijo ob gorskih pogorjih v dolini. V dolini je večina prebivalstva muslimanska, saj Islam kot religijo prakticira kar  97.16%  prebivalcev. Preostali so Hindujci (1.84%), Sikhi (0.88%), Budisti (0.11%) ter drugi.
Glavni jezik v dolini je kašmirščina in  urdujščina, pri čemer je urdu uradni jezik.  Veliko govorcev tega jezika pozna tudi angleščino kot drugi jezik.